# Arp 220
Arp 220 — галактика, являющаяся результатом начавшегося 700 миллионов лет назад столкновения двух галактик, находящихся в настоящее время в процессе слияния. Расположена в 250 миллионах световых лет от Солнца в созвездии Змеи, обозначена номером 220 в Атласе пекулярных галактик Х. Арпа.

## Особенности

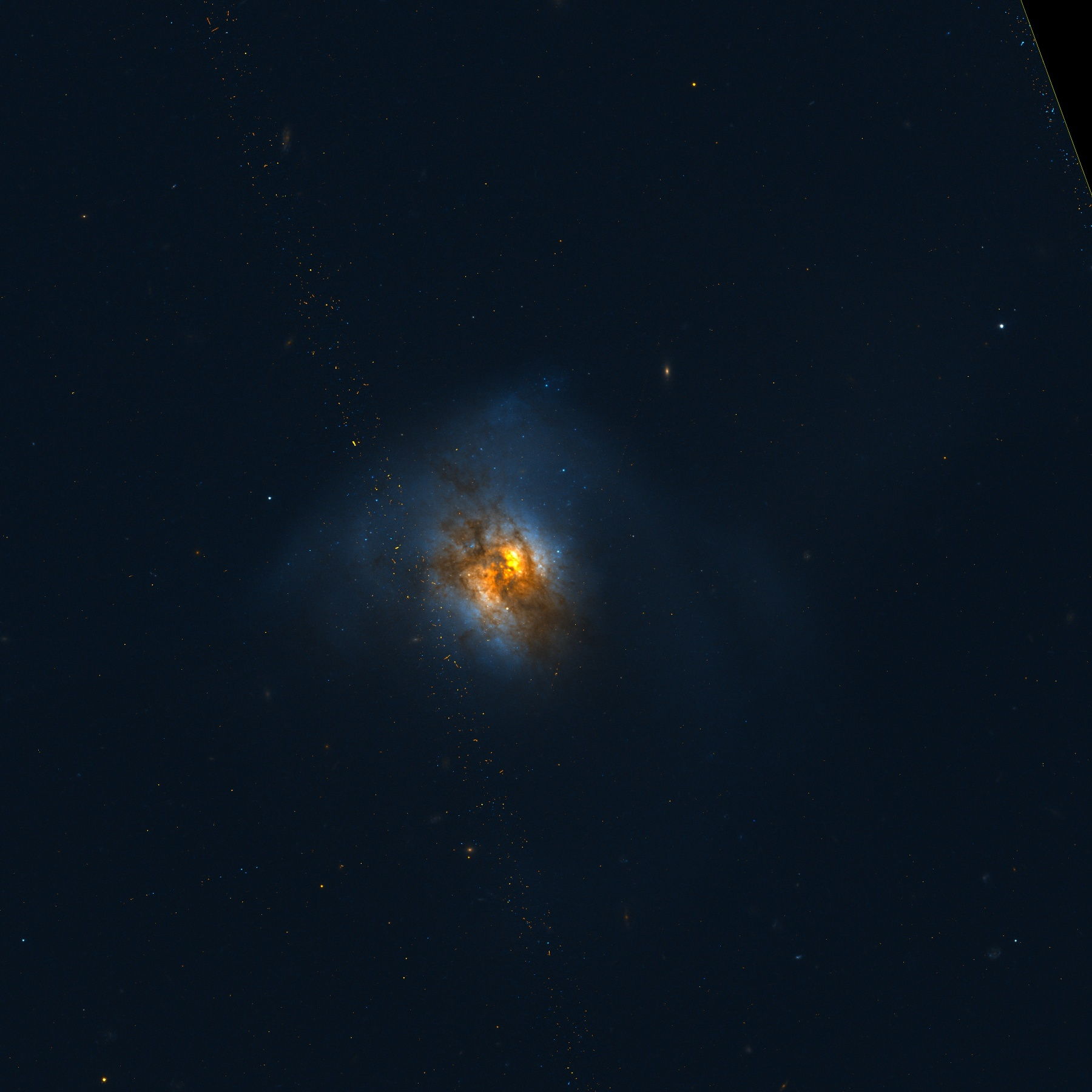
Изображение галактики Arp 220, полученное телескопом «Хаббл»

Arp 220 является ближайшей к Солнцу галактикой из класса ультраярких инфракрасных галактик, светимость которых в ИК диапазоне превосходит 1012 светимостей Солнца. Наблюдения на спутнике IRAS показали, что в спектре излучения доминирует излучение в далёкой части инфракрасного диапазона. Считается, что большая часть выделяемой Arp 220 энергии возникает в результате мощной вспышки звездообразования, причиной которой является слияние галактик. Наблюдения Arp 220, проведённые на телескопе «Хаббл» в 1997 и 2002 годах в видимом и инфракрасном диапазонах спектра, выявили более 200 крупных звёздных скоплений в центральной части галактики. Наиболее массивные из данных скоплений содержат количество вещества, равное по массе 10 миллионам таких звёзд как Солнце. Наблюдения в рентгеновском диапазоне, проведённые на телескопах «Чандра» и XMM-Newton, показали, что Arp 220, вероятно, содержит активное ядро, что усиливает интерес к вопросу о связи между слияниями галактик и наличием активного ядра, поскольку считается, что слияние галактик приводит к активному звездообразованию и формированию сверхмассивных чёрных дыр, предоставляющих энергию для активных ядер.
Подобные Arp 220 яркие в инфракрасном диапазоне объекты в большом количестве обнаруживаются обзорами в субмиллиметровом диапазоне длин волн при использовании таких приборов, как, например, болометры на телескопе Джеймса Кларка Максвелла (JCMT).
Астрономы обсерватории Аресибо обнаружили в галактике органические молекулы.
Arp 220 содержит по крайней мере два ярких мазерных источника: мегамазер OH и водный мазер.
В октябре 2011 года астрономы обнаружили в данной галактике рекордные семь вспышек сверхновых.
Галактика содержит два ярких в ближнем ИК диапазоне ядра, которые разделены расстоянием 330 пк и считаются парой сверхмассивных чёрных дыр.